# Joachim von Richthofen II.
Joachim von Richthofen II. († 1981 in Düsseldorf) war ein deutscher Flugbaumeister.

## Leben
Er absolvierte die Technische Hochschule Berlin als Diplom-Ingenieur. Im März 1936 bestand er die Flugbaumeisterprüfung, die Tätigkeiten bei der Erprobungsstelle der Luftwaffe, Tätigkeiten bei der Industrie sowie eine fliegerische Ausbildung beinhaltete.
Er gehörte der Legion Condor an. In einem als geheim eingestuften Bericht vom 28. Mai 1937 berichtete er über mehrere von der Legion Condor angegriffene Städte im Hinblick auf die Wirkung deutscher Bomben. Der Beamte analysierte die Bombenwirkung deutscher, spanischer und italienischer Typen und gab in seinen Berichten detaillierte Hinweise, wie eine spanische Ortschaft am effektivsten zu zerstören sei.
Um 1949 arbeitete er in Esslingen am Neckar in einer Industrie-Verbindung u. a. mit am Porsche 356 Nr. 1 Roadster.

## Auszeichnungen
- Deutsches Spanien-Kreuz in Silber (Juni 1939)
- KVK II. Klasse (September 1943)
- KVK I. Klasse ohne Schwerter (April 1945)